# René Lancee
Simon René Léon Lancee (Rijswijk, 16 februari 1951) is een voormalige Nederlandse politiefunctionaris en politicus. 

## Biografie
Lancee was politiechef op Schiermonnikoog, toen hij op 27 april 1996 door een arrestatieteam van zijn bed werd gelicht. Daarbij werden ook zijn vrouw, een dochter en aanstaande schoonzoon aangehouden. De 17-jarige dochter zou haar ouders, zus en vriend van ontucht beschuldigd hebben. Na onderzoek bleek het meisje alles te hebben verzonnen onder druk van suggestieve vragen van de rijksrecherche. Drie jaar later kreeg Lancee van minister Korthals van Justitie volledig eerherstel en een schadevergoeding van 1,2 miljoen gulden.
De Groningse hoofdcommissaris Jaap Veenstra moest in januari 1998 mede als gevolg van de zaak Lancee opstappen. De affaire van Sorgdrager en de procureurs-generaal was ook een gevolg van de zaak Lancee. In maart 1998 kwam Lancee met voorkeurstemmen namens Liberalen Schiermonnikoog in de gemeenteraad. In 1999 vertrok hij naar Spanje waar hij de roman Kanonnenvlees: oorlog in Rusland schreef (zie bibliografie).
Op 2 december 2008 werd bekend dat Lancee 'operationeel manager' werd bij de partij Trots op Nederland van Rita Verdonk. Hij was daarvoor teruggekeerd naar Nederland. Hij werd daarmee de opvolger van de politiek adviseur ('spindoctor') Kay van de Linde. Bij de Tweede Kamerverkiezingen van 2010 stond hij op de kandidatenlijst op de 24e plaats. Trots op Nederland behaalde onvoldoende stemmen voor een zetel.